# Predrag Lackov
Predrag Lackov (ur. 24 kwietnia 1988 w Zrenjaninie) – serbski wioślarz.

## Osiągnięcia
- Mistrzostwa Świata Juniorów – Amsterdam 2006 – jedynka – 5. miejsce[1].
- Mistrzostwa Świata U-23 – Glasgow 2007 – jedynka – 19. miejsce[1].
- Mistrzostwa Europy – Brześć 2009 – czwórka bez sternika – 7. miejsce[1].